# 시바 (배우)
시바 (Siva, 1982년 12월 10일 ~ )는 영화 배우이다. 그는 영화에서 연기하기 전에 라디오 미르치에서 라디오 아나운서로 일했다. 그녀는 코미디 영화에 출연했지만 벤캇 프라부 의 첸나이 600028 과 사로자 로 명성을 얻었다. 2010년 개봉한 타밀 영화 에 출연했다. 그는 현재 2.0이라는 타밀 영화 에 출연하고 있다.

## 개인 생활
시바는 2012년 11월 15일에 그의 오랜 여자친구이자 전 국가대표 배드민턴 선수인 프리야와 결혼했다. 그들의 아들 아가스티아는 2019년 6월 25일에 태어났다

## 영화 경력

### 2001-2008
시바의 첫 번째 영화 역할은 2001년 영화 12B 에서 샴   의 친구를 연기한 조연이었다. 그는 10명의 다른 데뷔 배우들과 함께 벤캇 프라부 의 2007년 스포츠 코미디 첸나이 600028 에서 주연 배우로 데뷔했다. 벤캇의 지시에 따라 그의 다음 역할은 사로자 (2008)이다. 두 영화 모두 박스 오피스 히트작이었다.

### 2010-2019
시바는 현대 타밀 영화의 장편 패러디 인 타밀어 파담 (2010)에 출연했으며 그의 연기는 극찬을 받았다. 그의 코미디 Va 쿼터 커팅 은 평균적인 수익을 올렸다. 그의 2011년 첫 개봉작은 그의 첫 논코미디 벤처인 오랫동안 연기된 로맨틱 드라마 파티나루 가 되었다. 이 기간 동안 그는 라마 나라야난의 시바 푸자일 카라디라는 또 다른 코미디 영화를 완성했지만 영화는 개봉되지 않았다.
2012년에는 순다 C 의 코미디 영화 칼라칼라푸 에 비말  과 함께 출연하여 긍정적인 평가를 받고 상업적으로도 좋은 성과를 거두었다. 소규모 사기꾼 라구의 역할을 묘사하면서 비평가들은 시바가 영화의 "씬 스틸러"였으며 "그의 quips로 전반부를 수행"했다고 언급했다. 영화의 성공으로 배우는 더 많은 대본을 얻었고 시바는 2013년에 4개의 코미디에 출연했다. 1981년 라지니칸트 스타러를 리메이크한 그의 첫 번째 릴리스 틸루 물루는 그를 이샤 탈와르 및 프라카시 라이 와 함께 선보였으며 상업적으로도 좋은 성적을 거두었다. 그는 또한 "시바는 영화 전체를 그의 어깨에 짊어지고 최선을 다했다. 그의 코믹한 타이밍이 완벽하고 한 줄짜리가 재미있다." 더빙 아티스트를 연기한 올해의 두 번째 릴리스인 손나 푸리야투 도 좋은 평가를 받았다. 힌두교의 수디시 카맛는 "아무도 시바처럼 똑 바른 얼굴로 어리석은 농담을하지 않는다"며 "중요한 척하는 웃기는 남자"라고 배우의 연기를 칭찬했다. 다음 릴리스 Ya Ya 는 그를 산다남 과 함께 주연으로 선보였다. 시바는 다음으로 프리야 아난드의 반대편 로맨틱 뮤지컬 키루티가 우다야니디의 감독 데뷔작 바나캄 첸나이 에서 보였다. 이 영화는 엇갈린 평가를 받았지만 상업적 성공을 거두었다.
2015년에는 Masala Padam 과 144 와 함께 두 편의 영화에 출연했다. 2016년 그의 영화는 첸나이 600028 의 속편 스포츠 코미디인 아드라 마찬 비실루 와 첸나이 600028 II였다. 2018년에는 같은 순다 C 감독의 영화 칼라칼라푸 의 속편인 칼라칼라푸 2 가 개봉되었다. 8년의 공백 끝에 C.S.아무단 의 타밀어 파담 2 (2018)가 높은 기대 속에 개봉되었다. . 그는 청중의 좋은 평가를 열었다. 뻔한 스토리 전개에도 불구하고 유머러스한 부분이 시청자들의 심금을 울리고 있다. 그의 목소리는 반디  (2018) 및 찰리 채플린 2  (2019)와 같은 영화에도 등장했다.